# Муалье, Луи
Луи Муалье (фр. Louis Moilliet, 6 октября 1880, Берн — 24 августа 1962, Веве) — швейцарский художник. В живописи придерживался экспрессионистского и орфического стилей.

## Жизнь и творчество
Л. Муалье родился в семье офицера. Ещё в школьные годы познакомился с Паулем Клее. В 1898 году Муалье начинает учиться на художника-декоратора, с 1900 года он посещает специальную школу. После пребывания в колонии художников Ворпсведе, где Муалье знакомится с такими мастерами, как Фриц Макензен и Паула Модерсон-Беккер, художник продолжает обучение в Дюссельдорфе и в Веймаре, после чего в 1903 возвращается в Берн. Здесь он работает вместе в П. Клее. В 1904 году Муалье поступает в штутгартскую Академию изобразительных искусств, в класс Леопольда фон Калькрёйта.
В 1907 году Л. Муалье посещает с учебными целями Рим, в 1908 он выезжает в Тунис. В 1909, после возвращения в Берн, художник знакомится с Августом Макке, и оставётся его другом вплоть до гибели Макке на фронте в 1914 году. В 1909—1910 годах Муалье вновь ездит в Тунис, в 1910 он женится на пианистке Элен Гоба, после чего проводит с женой год на Тунском озере. В 1911 году Муалье посещает в Мюнхене Клее. Здесь он знакомится с художниками группы Синий всадник — Василием Кандинским и Францем Марком. К этому периоду творчества относятся работы Муалье, выполненные в фовистском стиле. Он впервые участвует в выставках — Мюнхене, Кёльне и Берлине; находится под художественным влиянием живописи А. Макке.
В апреле 1914 года Л. Муалье, А. Макке и П. Клее отправляются в своё историческое путешествие в Тунис, где рисуют множество акварелей. Они вместе пишут картины тунисского порта, делают наброски с видами Хаммамета, Кайруана и Сиди-бу-Саида. В 1914 году Муалье также пишет свою наиболее известную картину «Цирк». В 1916 году умирает жена Муалье, вскоре после рождения их сына Пьера.
В 1920 году Муалье приезжает в Тессин к писателю Генриху Гессе, для которого служил прообразом художника Луи из романа «Последнее лето Клингзора». Муалье также иллюстрировал произведения Г. Гессе. В 1919—1921 годах он совершает путешествие по Тунису, Алжиру и Марокко, во время которого создаёт большое количество акварелей. В 1923 Муалье пишет свою последнюю картину масляными красками; после этого он занимается исключительно акварелью.
В 1930-е годы художник всёрьез занимается также витражной живописью, в соборах Берна и Люцерна (1934—1936). В поздний период витражная живопись становится основной в его творчестве: Муалье работает в церквях Берна и Винтертура. В 1936 году он пишет свою последнюю акварель; в дальнейшем он лишь занимается доработкой своих старых произведений. С 1950 года художник живёт близ Веве. Умер он в своей мастерской в возрасте 82 лет.

## Галерея
- Портрет Г.Гессе
- Картина В цирке, 1914